# رونالد هارود
رونالد هارود (بالإنجليزية: Ronald Harwood)‏ (9 نوفمبر 1934، كيب تاون في جنوب أفريقيا)؛ كاتب مسرحي، منتج أفلام، كاتب سيناريو، كاتب وروائي جنوب أفريقي.

## الجوائز
- جائزة الأوسكار لأفضل كتابة

## روابط خارجية
- رونالد هارود على موقع IMDb (الإنجليزية)
- رونالد هارود على موقع مونزينجر (الألمانية)
- رونالد هارود على موقع ألو سيني (الفرنسية)
- رونالد هارود على موقع ميوزك برينز (الإنجليزية)
- رونالد هارود على موقع أول موفي (الإنجليزية)
- رونالد هارود على موقع قاعدة بيانات برودواي على الإنترنت (الإنجليزية)
- رونالد هارود على موقع قاعدة بيانات الأفلام السويدية (السويدية)
- رونالد هارود على موقع قاعدة بيانات الفيلم (الإنجليزية)
- رونالد هارود على موقع كينوبويسك (الروسية)